# N'embrassez pas votre bonne
Pour plus de détails, voir Fiche technique et Distribution.
N'embrassez pas votre bonne est un film français réalisé par Max Linder, sorti en 1914.

## Synopsis
Max Linder console sa bonne avec un baiser après qu'elle a cassé une assiette. Cette dernière fait en sorte que cela se fasse encore et encore, jusqu'à devenir sa maîtresse. De ce fait, Max trompe sa femme jalouse.

## Fiche technique
- Titre : N'embrassez pas votre bonne
- Réalisation : Max Linder
- Scénario : Max Linder
- Société de production : Pathé Frères
- Pays d'origine :  France
- Format : Noir et blanc — Muet
- Genre : Comédie
- Dates de sortie : 
  -  France : 14 avril 1914

## Distribution
- Max Linder
- Paulette Lorsy